# Kremper Marsch

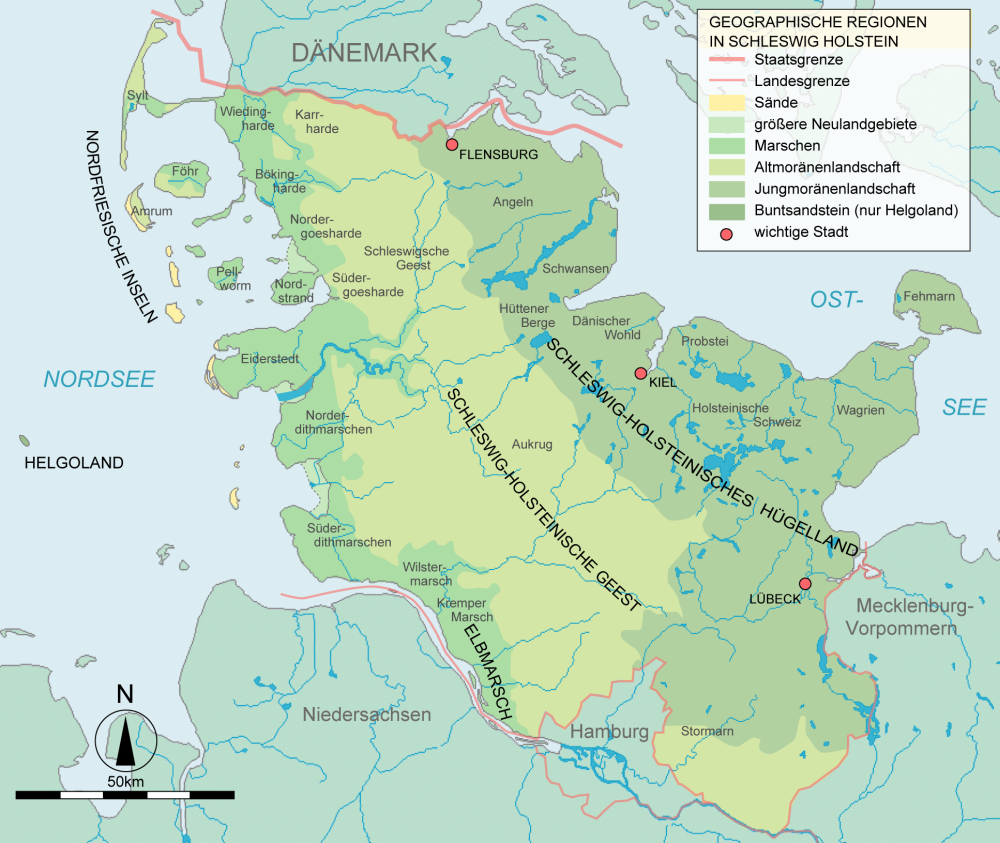
Kremper Marsch in den Holsteinischen Elbmarschen

Die Kremper Marsch ist eine der vier Elbmarschen in  Holstein.

## Siehe auch

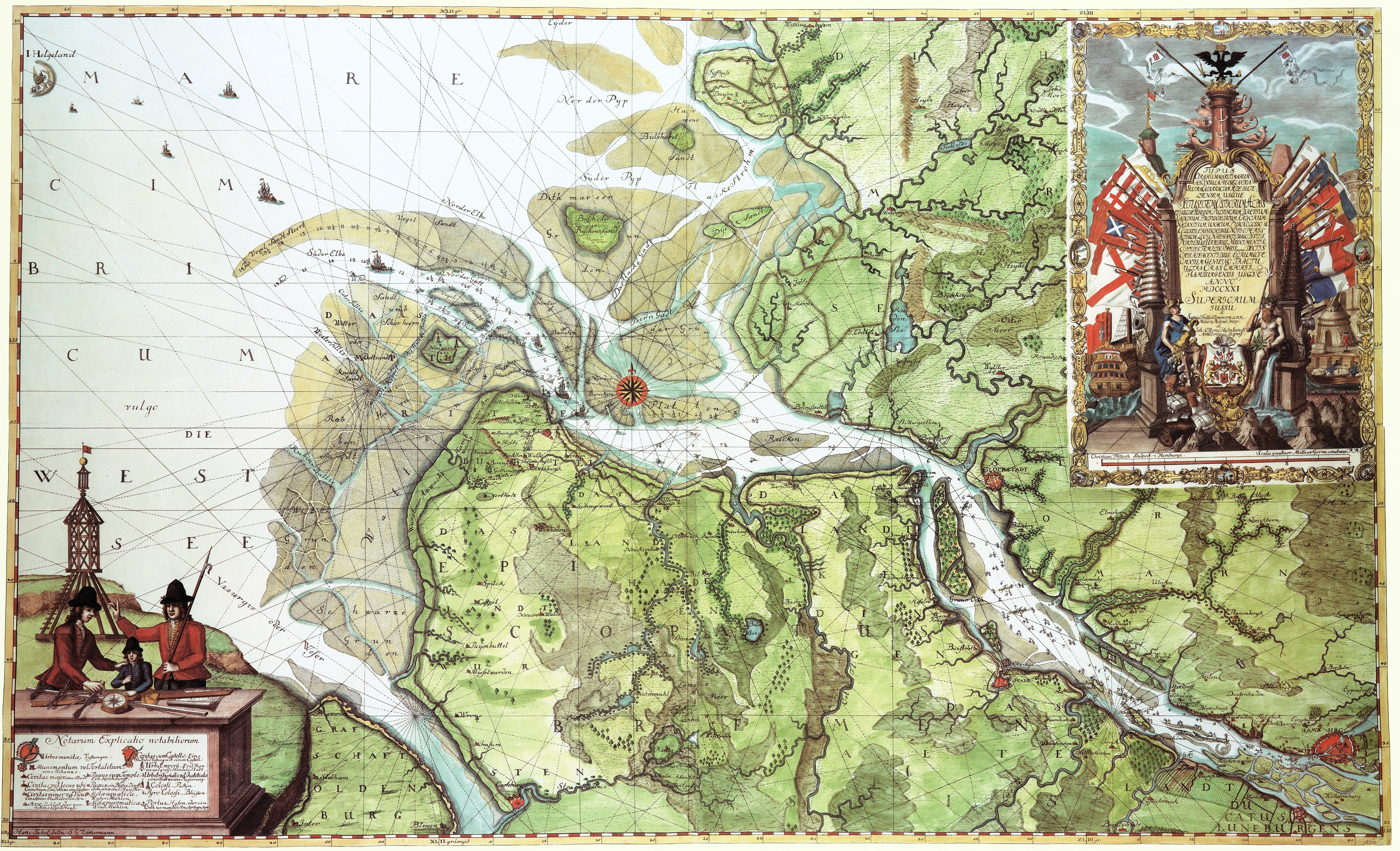
Die Marschen im Unterelbebereich um 1721

## Lage
Sie liegt nordöstlich der Elbe zwischen deren Nebenflüssen Krückau und Stör und der Geest. Benannt ist die Kremper Marsch nach der Stadt Krempe (Steinburg). Durchflossen wird sie von der Kremper Au. Die Kremper Marsch ist Teil des Kreises Steinburg in Schleswig-Holstein, ausnehmend das Gebiet nördlich der Krückau auf Elmshorner Gemarkung, das noch zum Kreis Pinneberg gehört. Ein Teil der Kremper Marsch bildet heute das Amt Krempermarsch. Die Erschließung der Kremper Marsch wurde wie in der Wilstermarsch durch im 12. Jahrhundert zugezogene holländische Siedler ermöglicht. Im Süden der Kremper Marsch bildeten die Niederländer damals ein fast geschlossenes Siedlungsgebiet. Die Region ist auch heute noch überwiegend landwirtschaftlich genutzt. Der wichtigste Zweig ist die Viehhaltung. Auch Raps und Getreide sind von Bedeutung. Die in historischer, wirtschaftlicher und städtebaulicher Hinsicht wichtigste Stadt ist Glückstadt. Das wichtigste Gebäude der Kremper Marsch war das Marinelazarett Glückstadt.